# Marco Gastine
Marco Gastine ou Márkos Gastín (grec moderne : Μάρκος Γκαστίν) est un réalisateur franco-grec né à Paris en 1952.

## Biographie
Marco Gastine est né et a vécu à Paris où il a suivi des études d'architecture avant de s'installer à Athènes en 1978. Il abandonne alors sa profession d'architecte pour se consacrer au cinéma en tant que réalisateur et producteur indépendant (il a créé la société Minimal Films). Fondateur de l'Association du documentaire grec, il enseigne à l'École de cinéma et de télévision d’Athènes.
Il a en outre réalisé plusieurs documentaires pour Arte.

## Filmographie

### Courts métrages
- 1984 : Drame électrique
- 1986 : Eva
- 1988 : L'Année de la comète

### Longs métrages
- 1993 : Athènes, à la recherche de la cité perdue (coréalisation : Soula Dracopoulou)
- 2004 : Marseille, profil grec
- 2008 : Themis (sélectionné au festival de Cannes 2009 dans la programmation de l'ACID[1])
- 2013 : Demokratia, chemin de croix (Dimokratia, o Dromos tou Stavrou)
- 2019 : Jusqu'à la mer[2] (Mechri ti Thalassa)